# Николај Љесков
Николај Семјонович Љесков (рус. Никола́й Семёнович Леско́в; Горохово, 4. фебруар 1831 — Санкт-Петербург, 5. март 1895) био је руски књижевник, новинар и књижевни критичар. Радио је и под псеудонимом Стебницки (рус. Стебни́цкий).

## Биографија

### Младост
Николај Семјонович Љесков рођен је 4. фебруара 1831. у Горохову, Орловска губернија, у породицу Семјона Дмитријевича Лескова (1789–1848), угледног криминалног истражитеља и локалног судског службеника, и Марије Петровне Лескове (рођене Алферјева; 1813–1886 ), ћерке осиромашеног московског племића, која је свог будућег мужа први пут упознала као веома млада, док је радио као учитељ у њиховој кући. Лесковљеви преци по очевој страни били су сви духовници у селу Леска у Орловској губернији, па отуда и име Љесков. Семјон Дмитријевич је био добро образован човек; пријатељи су га називали „домаћим интелектуалцем“. Једна од Николајевих тетки по мајчиној страни била је удата за богатог орловског властелина по имену Страхов који је поседовао село Горохово („прелепо, богато и неговано имање... где су домаћини живели у луксузу“, према Лескову) а друга тетка је била жена Енглеза, главног управника неколико локалних имања и власник велике трговачке компаније. Љесков је првих осам година провео у Горохову, где му је живела бака, а мајка је била само повремени гост. Рано образовање стекао је у кући Страхова, који је за сопствену децу запошљавао учитеље из Немачке и Француске. Како је учитељ немачког почео да хвали Лескова за његове дарове, његов живот је постао тежак, због љубоморе домаћина. На захтев његове баке, његов отац је Николаја вратио у Орел где се настанио у породичној кући у Дворјанској улици број 3.
Године 1839. Семјон Љесков је због свађе и сплетки изгубио посао и навукао на себе гнев самог гувернера. „Тако смо напустили нашу кућу у Орлу, продали оно што смо имали у граду и купили село са 50 сељака у области Кроми од генерала А. И. Кривцова. Куповина је обављена углавном на кредит, јер се мајка још надала да ће добити својих пет хиљада од Страхова, који никада нису стигли. „Мало село које је отац купио на крају је продато за дугове“, сећао се касније Љесков. Љесковима, са своја три сина и две ћерке, остао је мали Панин хутор, једна веома сиромашна кућа, воденица, башта, две сељачке куће и 40 десетина земље. Ту је Николај доживео прва искуства са усменим народним стваралаштвом и „земаљским“ руским дијалектизмима по којима ће се касније прославити оживљавајући их у свом књижевном стваралаштву.
У августу 1841. Љесков је започео своје формално образовање у Орловском лицеју. После пет година слабог напредовања, све што је постигао је била двогодишња диплома. Касније, научник Б. Букхстаб, упоређујући Љесковљеве школске неуспехе са неуспесима Николаја Некрасова који је имао сличне проблеме, тврдио је да, „... очигледно, у оба случаја су разлози били – с једне стране, недостатак руке водича, с друге – [обојица младића] презир ка рутини замарајућег сталног учења и глупост државног образовања, обоје имају живахни темперамент и жељу да науче више о стварном животу“.
Током јуна 1847. Љесков се придружио орловском кривичном суду, где је некада радио Сергеј Дмитријевич. У мају 1848. имовина Љесковљеве породице уништена је у пожару. У јулу исте године Лесковљев отац умире од колере. У децембру 1849. Љесков је затражио од својих претпостављених премештај у Кијев, где се придружио трезорској комори локалне управе као помоћник-слижбеник настанио се код свог стрица по мајци, С. П. Алферјева, професора медицине.
У Кијеву је похађао предавања на Универзитету, изучавао је пољски и украјински језик и иконописну уметност, учествовао у религиозним и филозофским круговима студената, упознавао ходочаснике, секташе и верске дисиденте. Речено је да је Дмитриј Журавски, економиста и критичар кметства у Русији, био један од његових главних утицаја. Године 1853. Љесков се оженио Олгом Смирновом; имали су једног сина Дмитрија (који је умро после само годину дана) и ћерку Веру.
Године 1857. Љесков је напустио посао у канцеларији и придружио се приватној трговачкој компанији Скот & Вилкинс у власништву Александра Скота, шкотског супруга његове тетке Поли. Касније је о томе написао у једној од својих кратких аутобиографских цртица: „Убрзо после Кримског рата био сам заражен тада популарним јересом, шта сам себи од тада замерао. Напустио сам државну чиновничку каријеру која је изгледала обећавајуће и придружио се једној од новонасталих трговачких компанија.“
У мају 1857. Љесков се са својом породицом преселио у село Раискоје у губернији Пенза, где је била смештена фирма, а касније тог месеца је кренуо на своје прво пословно путовање, које је укључивало транспорт кметова грофа Перовског из Орла у јужноруске степе. Подухват није био сасвим успешан, како је касније описао у својој аутобиографској приповеци „Производ природе“. Радећи за ову компанију, која је, по Љесковљевим речима, „желела да експлоатише све што регион може да пружи“, стекао је драгоцено искуство које га је учинило стручњаком у бројним гранама индустрије и пољопривреде. Фирма га је запослила као изасланика-агента; док је путовао кроз удаљене крајеве Русије, он је научио локалне дијалекте и заинтересовао се за обичаје и начине различитих етничких и регионалних група народа Русије. Годинама касније, на питање шта је извор бескрајног тока прича које су, чинило се, непрестано изливале из њега, ЉЛесков је рекао, показујући на чело: „Из овог дебла. Овде се чувају слике из шест-седам година моје комерцијалне каријере, из времена када сам путовао широм Русије на службена путовања. То су биле најбоље године мог живота. Видео сам много и живот ми је био лак.“
У Руском друштву у Паризу написао је: „Мислим да познајем руског човека до саме суштине његове природе, али себи не приписујем заслуге за то. Само што никада нисам покушао да истражим 'путеве народа' разговарајући са петербуршким таксистима. Само сам одрастао међу обичним људима.“ До 1860. Љесков је живео са члановима своје породице (и породице Александра Скота) у Рајском, губернија Пенза. У лето 1860, када су Скот & Вилкинс затворени, вратио се у Кијев да тамо неко време ради као новинар, да би се крајем године преселио у Санкт Петербург.

### Новинарство
Љесков је почео да пише касних 1850-их, правећи детаљне извештаје директорима Скот & Вилкинс, и препричавајући своје састанке и уговоре у личним писмима. Скот је, дивећи се очигледном књижевном дару свог пословног партнера, решио да их покаже писцу Иљи Селиванову који је сматрао да су дела „достојна објављивања“. Свој дуги есеј „Скице о питањима индустрије вина“, написан 1860. о антиалкохолним немирима 1859. и први пут објављен у локалним одеским новинама, затим у Отечественим записима (април 1861), Љесков је сматрао својим правим књижевним првенцем.
Маја 1860. вратио се са породицом у Кијев, а током лета почео је да пише и за новине Санкт-Петербургске ведомости и за кијевску Савремена Медиина (где је објавио чланак „О радничкој класи” и неколико есеја о медицинска питања) као и за Економски водич. Његова серија чланака из октобра 1860. о корупцији у сфери полицијске медицине („Неке речи о полицијским лекарима у Русији“) довела је до сукоба са колегама и његовог отпуштања из аовремене медицине. Године 1860. његови чланци су почели да се редовно појављују у петербуршком листу Отечественние записки где је нашао пријатеља и ментора у публицисти С. С. Громеко.
У јануару 1861. Љесков се преселио у Санкт Петербург где је боравио код професора Ивана Вернадског заједно са чланом Земља и воља Андрејем Нечипоренком  и упознао је Тараса Шевченка . Накратко се преселио у Москву и почео да ради за лист Руска реч, све време објављујући за Отечествение записе. У децембру је напустио Руску Реч (из личних а не идеолошких разлога) и вратио се у Санкт Петербург где се у јануару 1862. придружио особљу Северне пчеле (Севернаиа пчела), либералног листа које је уређивао Павел Усов. Тамо је Љесков упознао новинара Артура Бенија, британског држављанина пољског порекла, са којим је склопио велико пријатељство и касније дошао да га брани, пошто су левичарски радикали у Петерсбургу почели да шире гласине о томе да је „енглески шпијун“ и да има везе са 3. Одељењем. У оквиру Северне пчеле Љесков (сада пише као М. Стебницки, псеудоним који је користио 1862–1869)  је постао шеф одељења за унутрашње послове, пишући цртице и чланке о свим могућим аспектима свакодневног живота, а такође и критичке комаде, циљајући на оно што се назива нихилизмом и "вулгарним материјализмом". У то време је имао извесну подршку, од неколико истакнутих новинара, међу њима и Григорија Елисејева, који је у априлском издању Савременика 1862. писао: „Те водеће колумне у Пчели чине да човек жали за потенцијалом који се тамо троши, још увек неостварен другде. У време великог јавног узбуђења, како је истакао Д. С. Мирски, Љесков је био „заокупљен јавним интересом колико и било ко други, али је његов изузетно практичан ум и обученост онемогућили да се безрезервно придружи било којој од веома непрактичних и водеће странки тог периода. Отуда његова изолација када се у пролеће 1862. догодио инцидент који је имао трајне последице на његову каријеру“.
Севернаа пчела је 30. маја 1862. објавила његов чланак о пожарима који су избили 24. маја, који су трајали шест дана и уништили велики део два кварта руске престонице, што је према популарној гласини приписани групи „револуционарних студената и Пољака“ која је стајала иза прогласа „Млада Русија“. Не поткрепљујући гласину, аутор је захтевао да власти дају коначну изјаву која би или потврдила или оповргла наводе. Радикална штампа је ово протумачила као намјеру хушкања обичних људи на студенте и подстицање полицијске репресије. С друге стране, и власти су биле незадовољне, јер је чланак имплицирао да мало чине да спрече злочине. Ауторова сугестија да би „ватрогасци послати на места радије све друго радили него да доконо стоје“ наљутила је самог Александра II, који је наводно рекао: „Ово није требало дозволити, ово је лаж“.
Уплашена развојом догађаја, редакција Севернае пчеле је послала свог контроверзног аутора на пут у Париз као дописника, радећи на томе да мисија буде дуга. Након посете Гродну, Вилњусу и Белостоку, у новембру 1862. Љесков је стигао у Праг где је упознао групу чешких писаца, посебно Мартина Бродског, чију је арабеску Не изазиваш бол превео. У децембру Љесков је био у Паризу, где је превео Дванаест месеци и где је превео Њемцово дело Дванаест месеци (Словенска бајка), оба превода је објавила Севернаа пчела 1863. По повратку у Русију 1863. године, Љесков је објавио неколико есеја и писама, документујући своје путовање.

## Књижевна каријера
Током 1862. почиње његова књижевна каријера, објављивањем „Угашеног пламена“ (касније поново издатог као „Суша“) у мартовском броју часописа Век, који је уређивао Григориј Елисејев, након чега су уследили кратки романи Мошусни бик (мај 1863) и Живот сељанке (септембар 1863). У августу је изашла компилација Три приче М. Стебницког. Још једно путовање, у Ригу у лето, резултирало је извештајем о тамошњој староверској заједници, који је објављен као брошура крајем године.
Фебруара 1864. часопис Biblioteka Dlya Chteniya почео је серијски да објављује његов дебитантски роман Нема излаза (априлско и мајско издање часописа, које је цензора зауставила, изашло је у јуну). Роман је носио „све знаке журбе и књижевне неспособности“, како је касније признао његов аутор, али се показао као снажан првенац на свој начин. У делу Нема излаза је на сатиричан начин приказивао нихилистичке комуне с једне стране и хвалио врлине обичних људи и моћ хришћанских вредности с друге, што је револтирало криитичаре који пишу са становишта радикалне левице, који су тврдили да се за већину ликова могу пронаћи прототипови из стварног живота те да је главни лик дела Белојарцев, очигледно карикатура аутора и друштвеног активисте Василија Слепцова. Чинило се да је све ово потврдило гледиште, сада чврсто укорењено у руској књижевној заједници, да је Љесков био десничарски, „реакционаран” писац. У априлу је Дмитриј Писарев написао је за књигу у својој рецензији да је „Шетња по врту руске књижевности“ (Руско слово, 1865, бр.3): „Може ли се негде у Русији наћи још неки часопис, осим Руског гласника, који би се усудио да издаје било шта што је написао и потписао као Стебницки? Може ли се у Русији наћи један поштени писац који би био толико немаран, толико равнодушан према својој репутацији, да допринесе часопису који се краси романима и новелама Стебницког?“  Штампа под контролом социјалдемократа почела је да шири гласине да је књигу „наручило“ 3. одељење Министарства унутрашњих послова. Оно што је Љесков осудио као "опаку клевету" нанело је велику штету његовој каријери: популарни часописи су га бојкотовали, док га је Михаил Катков из конзервативног Руског гласника поздравио као политичког савезника.

### Главна дела
Лесковљев роман, Леди Магбет из округа Мценск (написан у Кијеву новембра 1864. и објављен у часопису Епоха Достојевског у јануару 1865.) и његова новела Амазон (Отечественние записки, бр. 7, 1866), оба дела су „слике готово неоткривене уврнутости и страсти“. Књиге су игнорисали савремени критичари, али су деценијама касније хваљени као ремек-дела, која садрже моћне приказе веома експресивних женских ликова из различитих класа и друштвених слојева. Обе књиге писане особеним „љесковским” смислом за хумор, писане су у сказ маниру, јединственом народном стилу писања, чији је зачетник Љесков, уз Гогоља. У то време изашле су још две новеле: Запуштени људи (Обојдјонние; Отечественние записи, 1865) које су циљале на роман Чернишевског Шта да се ради?, и Острвљани (1866), о свакодневном животу немачке заједнице Васиљевског острва. У тим годинама Љесков је дебитовао као драматург. Трошење (Rastratchik), у издању Литературне библиотеке у мају 1867, постављен је прво у Александринском театру (као бенефиција за глумицу Е. Левееву), а затим у децембру у московском Малом театру (са Е. Чумаковском у главној улози). Представа је лоше прихваћена због „преношења песимизма и асоцијалних тенденција”. Све време Љесков је радио као критичар: његова серија есеја из шест делова о санктпетербуршком драмском позоришту завршена је децембра 1867. године. У фебруару 1868. Приче М. Стебницког (1. том) изашле су у Санкт Петербургу да би у априлу уследио 2. том; обојицу је критиковала левичарска штампа, посебно Михаил Салтиков-Шчедрин.
Године 1870. Љесков је објавио роман Код извучених бодежа, још један напад усмерен на нихилистички покрет који се, како га је аутор видео, брзо спајао са руском криминалном заједницом. Лесковљеви „политички“ романи (према Мирском) нису били међу његовим ремек-делима, али су били довољни да га претворе у „баук за све радикале у књижевности и онемогућили су било коме од утицајних критичара да га третирају чак и мало објективности“. Љесков је касније назвао роман неуспехом и за то окривио Катковљево непрестано мешање. „Његова је била публикација у којој су се књижевни квалитети методично потискивали, уништавали или примењивали да служе специфичним интересима који немају никакве везе са књижевношћу“, касније је инсистирао Неке од његових колега (међу њима и Достојевски) критиковали су роман са техничке тачке гледишта, говорећи о стилизованости „авантуристичкој“ радњи и невероватности неких његових ликова.
Кратки роман Смех и туга (Современнаа летопис, март–мај 1871), био снажна друштвена критика која се фокусира на фантастичну неорганизованост и неуљудност руског живота и коментарише патње појединаца у репресивном друштву показао се као његов последњи; од тада је Љесков избегавао жанр православног романа. Међутим, у новембру 1872. адаптирао је за децу „ Морски трудбеници “ Виктора Игоа. Пет година касније изашли су Фаворити краља Августа Јозефа Игнација Крашевског, у преводу са пољског, а приредио Љесков.
Собориане је објављен 1872. године. Књига је компилација прича и скица које чине сложени низ танко разрађених заплета. То је виђено као прекретница у ауторовој каријери; отклон од политичког негативизма. Према речима Максима Горког, после његовог „злог романа Бодежи “, Љесковљев „занат је постао више књижевно иконопис: почео је да ствара галерију светаца за руске иконостасе“. Његове разноврсне скице о животу и невољама руског малобројног свештенства и сеоског племства постепено су гравитирале (према критичару В. Коровину) у кохезивни приказ бојног поља где су се „добри људи“ (Туберозов, Десњицин, Бенефактов, сви свештеници) борили су са гомилом лопова и ниткова; нихилиста и чиновника. Соборјане, који је објавио Руски гласник 1872. године, имао је за главну тему суштински, непремостиви јаз између „приземности“, хришћанства народа и званичне корумпиране верзије коју спонзорише држава. Књига је узнемирила и државну и црквену власт, о њој се нашироко расправљало и имала је велики одјек. У лето 1872. Љесков је отпутовао у Карелију и посетио Валаамски манастир на Ладошком језеру; резултат путовања био је његов циклус есеја Монашка острва објављен у Руском миру 1873. године. У октобру 1872. изашла је још једна збирка, Мала лепословна дела Љескова-Стебницког. Ово су били месеци његовог краткотрајног пријатељства са Алексејем Писемским; Љесков је веома похвалио његов роман У вртлогу и августа 1872. посетио је Писемског у Москви.
У исто време, Љесков је радио на две своје „Старгородске хронике“, касније сматране делом трилогије, заједно са Народом катедрале, Старе године у Плодомасову (1869) и Распаднута породица (1873), од којих свака има јак женски лик: врли, храбри, племенити и „разумно хумани“. Оба дела имала су знаке недовршености. Касније се испоставило да је друго дело Михаил Катков лоше прихватио и да је Љесков, пошто је изгубио свако интересовање, једноставно одбио да доврши оно што би иначе могло да се развије у заокружен роман. Обе хронике су биле танко прикривене сатире на одређене аспекте православне цркве, посебно на оне несагласности које је имала са унутрашњим хришћанским вредностима које су онемогућавале (према аутору) да се потоња чврсто укорени на руском тлу. Љесков је 16. новембра 1874. писао Ивану Аксакову: „Други део Пропале породице који се појавио у грозном издању, за мене је постао последња кап која је прелила чашу.“ У току објављивања овог другог дела Катков је једном од својих сарадника Воскобојникову рекао: „Погрешили смо: овај човек није један од нас“.
Године 1873. изашао је Запечаћени анђео, прича о чуду које је довело до тога да се староверска заједница врати у православље. Под утицајем традиционалних народних прича, у ретроспективи се сматра једним од најлепших Љесковљевих дела, у којем се до максимума користи његова техника сказ. Испоставило се да је „Запечаћени анђео “ једина прича коју је Руски гласник избегао да значајно преуреди јер је, како је касније написао Љесков, „провукла се, у сенци, јер су они тако заузети“. Прича је прилично критична према властима и одјекнула је на високим местима и прочитана је, наводно, на Суду.
Инспирисан његовим путовањем на Ладошко језеро из 1872. Зачарани луталица (1873) је био аморфно, лабаво структурисано дело, са неколико испреплетених заплета – обликом за који је Љесков мислио да је традиционални роман предодређен да буде замењен. Деценијама касније научници су хвалили причу, упоређујући лик Ивана Фљагина са ликом Иље Муромеца, као симбол „физичке и моралне принуде руског човека у време невоље“, али одговор савремених критичара био је млак, Николај Михајловски се жалио на његову општу безобличност: „детаљи нанизани као перле, потпуно заменљиви“. Док су сви претходни Лесковљеви радови били озбиљно промјењени од стране уредника, ово је било прво које је потпуно одбијено; морао је бити објављен у чудним октобарским и новембарским бројевима новина Русскиј мир . У децембру 1873. Љесков је учествовао у Складчини, антологији објављеној у добротворне сврхе која је имала за циљ помоћ жртвама глади у Русији.
Након што је прекинуо везе са Руским гласником, Љесков се нашао у озбиљним финансијским проблемима. Олакшање финансијском стању је донео позив у јануару 1874. да се придружи Научном комитету Министарства просвете (за то је много дуговао супрузи царице Марији Александровној за коју се знало да је читала Народ катедрале и да је била наклона књизи), где је његова дужност била да бира литературу за руске библиотеке и атенеуме за мизерну плату од хиљаду рубаља годишње. Године 1874. Љесков је почео да пише Лутајућа светла: Праоцевову биографију која је убрзо заустављена и касније штампана као Ране године: из мемоара Меркуле Праоцева. Приликом објављивања овог дела аутор је дао коментар који је касније виђен као његов уметнички манифест: „Ствари пролазе поред нас и нећу да умањујем или повећавам њихов значај; нећу бити приморан да радим дакле неприродним, људском руком створеним форматом романа који захтева заокруживање фабула и зближавање заплета у један централни ток. Живот није такав. Људски живот тече на свој начин и тако ћу се односити према низу догађаја у својим делима.“
У пролеће 1875. Љесков је отишао у иностранство, прво у Париз, затим у Праг и Дрезден у августу. У децембру је његова прича На рубу света објављена у Гражданину (1875, бр. 52). Све време је наставио да ради на низу прича које ће касније формирати његов циклус Врли. Неки критичари су сматрали да су Лесковљеви хероји невероватно врли, али он је инсистирао да то нису фантазије, већ више као успомене на његове раније сусрете. „Приписујем себи способност да анализирам ликове и њихове мотиве, али сам безнадежан у фантазирању. Измишљање ствари је за мене тежак посао, тако да сам увек осећао потребу да пред собом имам права лица која би ме својом духовношћу заинтригирала; онда се они дочепају мене и ја им уливам нови живот, користећи неке приче из стварног живота као основу“, написао је касније у листу Варшавски Дневник. Године конфронтације са критичарима и многим његовим колегама учиниле су своје. „Чини се да књижевници препознају моје писање као силу, али налазе велико задовољство да га убију; у ствари, скоро су успели да га потпуно убију. Не пишем ништа – једноставно не могу!“, писао је Петру Шебалском јануара 1876.
Октобра 1881. часопис Рус почео је да објављује „Причу о косооком левку из Туле и челичној буви“, која се у ретроспективи сматра као најлепше Лесковљево дело, извлачећи оно најбоље из њега као генијалног приповедача и стилског виртуоза чији је сказ стил богат игром речи и препун оригиналних неологизама, од којих сваки носи не само хумористичне, већ и сатиричне поруке. У Лефтију је ауторово гледиште укључено у живу игру са ставом главног (гротескно наивног, простодушног) лика.
„Неки људи су тврдили да сам мало учинио да направим разлику између доброг и лошег... Ово се може објаснити интринзичном варљивошћу мог карактера“, писао је касније Љесков. Најпреварљивија (по критичару Б. Бухстабу) била је ауторска обрада лика атамана Платова, чије поступке аутор отворено исмеје. Оно што ће се касније сматрати једним од драгуља руске књижевности, жестоко је нападнуто и с леве (који је оптуживао Љескова за пропагирање џингистичких идеја) и са деснице, која је пронашала општу слику постојања обичног народа како је приказана у причи помало суморном.
Левица је премијерно изведена јавно у марту 1882. на књижевно-музичкој вечери Пушкинског круга; 16. априла изашао је у облику књиге. Збирка скица под називом Печерски бесмислица написана је у децембру, а објавила је Кијевска старина у фебруарским и априлским бројевима. У то време је почео да се обликује велики циклус руских бесмислица, у којем је Љесков применио, како је он то видео, идеју Николаја Гогоља (формулисану у Одабраним одломцима из преписке са пријатељима ) о „величању скромних радника“. „Погрешно је и недостојно издвајати оно најгоре у души руског човека, па сам кренуо на своје путовање тражећи врлине. Ко год сам питао, одговорио би да не познају такве свете и да смо сви ми грешни, али су срели неке пристојне људе... и тек сам почео да пишем о њима“, написао је у предговору једне од прича („Једна мисао“, Однодум, 1879). Сличан циклус кратких прича укључивао је легенде из периода раног хришћанства, са радњама преузетим из „пролога“ византијских прича из 10. и 11. века. Чињеница да су неки од ових комада („Памфалон”, „Лепа Азу”) преведени на немачки и хваљени од стране издавача, учинила је Љескова неизмерно поносним. Оно што је у њима било ново за руског читаоца било је, како је Мирски приметио, „смело отворено третирање сензуалних епизода”; неки критичари су оптуживали писца да „своје моралне субјекте третира само као изговор за приказивање сладострасних и сензуалних сцена“.

### Касне године
Фебруара 1883. године, есеј „Прескок у црквеним и локалним парохијским хировима“ (заснован на званично документованој епизоди о нечувеном понашању пијаног пастора и ђакона у цркви у провинцијском граду) објавио је Историческиј вестник  То је изазвало скандал и свог аутора коштало посла у Министарству просвете. Министар Дељанов је предложио Љескову да потпише папир за пензионисање, али је овај одбио. „Шта ће вам таква паљба? упитао је наводно министар. „За пристојну читуљу“, узвратио је Љесков. У априлу је обавестио директора оролског лицеја да му шаље златну медаљу коју је добио од Министарства „да се додели најсиромашнијим матурантима те године“.
У то време, Руска православна црква је постала главна мета Љесковљеве сатире. У писму из 1883. године, присећајући се Црквењака, он је признао: „Ових дана не бих то радио, радије бих писао Белешке обесређеног свештеника... да покажем како се све заповести Распетог кваре и фалсифују... [Мој став] би се ових дана дефинисао као толстојански, док би се ствари које немају никакве везе са Христосовим учењем називале православљем. Не бих се противио том термину, само бих рекао, хришћанство то није.“ Лесковљеви религиозни есеји раних 1880-их наставили су исту линију саосећајног подржавања сиромашних духовника и исмевања лицемерја виших чинова руског православља. У „Гроф Толстој и Ф. М. Достојевски као јересиарси “ и „Златно доба“, оба објављена 1883) бранио је обоје од критике Константина Леонтјева. Љесков никада није постао поклоник учења грофа Толстоја, али су његова каснија дела била прожета идејом „новог хришћанства“ коју је и сам поистоветио са Лавом Толстојем, са којим се зближио средином 1880-их и био под његовим неизбежним утицајем. Љесков је 18. априла 1887. написао писмо Толстоју тражећи дозволу да га посети у Москви како би испунио „давну жељу“. Два аутора су се састала 25. априла. „Какав бистар и оригиналан човек“, написао је Толстој касније у писму Черткову. Јануар 1890. Љесков је провео са Чертковим и Толстојем у Јасној Пољани, где им је Толстој читао своју драму Плодови просвећености.
Јула 1883. прва четири поглавља романа Док соко лети објавила је Газета Гацука, затим пето до осмо поглавље, затим девето и десето поглавље; тада је објављивање престало због мешања цензора. Јануара 1884. почело је објављивање Белешки једног странца у Газети Гацука (бр. 2) да би га у априлу поново зауставила цензура. У лето 1884, док је Љесков био на путовању кроз Варшаву, Дрезден, Маријенбад, Праг и Беч, изашла је посебна цензуроска наредба која је захтевала повлачење 125 књига из руских библиотека. Љесковљева збирка Ситнице из живота архијереја (1878– 79) била је део листе цензурисаних књига. Новембра 1884. часопис Нов је почео да објављује роман Невиђена стаза: забрањен је након поглавља 26 и никада није завршен. Новембра 1888. новела Зенон Златар је написана за Русску мисел и одмах забрањена. У то време, према Бухстабу, Љесков се поново нашао у изолацији. Десница га је третирала као опасног радикала, док је левица, под притиском руске владе, била превише уплашена да објављује радикалну прозу. Сам Љесков је приче из својих каснијих година називао „суровим“. „Јавност их не воли јер су цинични и директне. Али не желим да удовољим јавности, желим да је мучим и бичујем“, писао је.
У августу, новембру и децембру 1887. изашла су прва три тома збирке Новеле и приповетке Н. С. Љескова. На новогодишњој забави 1888. године код Алексеја Суворина, Љесков је први пут срео Антона Чехова. Убрзо је Иља Рјепин постаје његов пријатељ и илустратор. Неколико месеци касније у писму, тражећи од Љескова да буде модел за слику, Рјепин је објаснио своје мотиве: „Не само ја, него и цела просвећена Русија те воли као изванредног, истакнутог писца и као човека који мисли. Сесије сликања су већ почетком следеће године прекинуте и Љесков није желео да се његов портрет види на предстојећој изложби Репинових дела.
У септембру 1888. Пјотр Биков је објавио пуну библиографију Лесковљевих дела (1860–1887) која је заинтригирала издаваче. Издавачка кућа Алексеја Суворина је 1889. године почела да издаје Комплетног Љесков у 12 томова (који је садржао углавном белетристику). До јуна 1889, четврти и пети том су били издати, али је у августу обустављен шести том, који је садржавао неке анти-православне сатире. Љесков је 16. августа доживео свој први већи срчани удар на степеништу Суворинове куће, након што је сазнао вести. Објављивање његових дела настављено је са седмом томом, обезбеђујући одличне хонораре и значајно побољшавајући финансијску ситуацију аутора. Друга верзија шестог тома изашла је 1890.
Током јануара 1890. године у Руској мисли почело је објављивање романа Ђавоље лутке (са Царем Николајем I и Карлом Брјуловим као прототиповима за два главна лика), али га је цензора зауставила. Године 1891. у Северном вестнику објављена је сатира са танким велом о Православној Цркви уопште, а посебно о Јоану Кронштатском Ноћне сове која је изазвала пометњу. Новела Тхе Раббит Варрен из 1894. о свештенику који је био почаствован што је пријавио људе властима и довео полицијског службеника у лудило својом ревношћу (једно од „његових најистакнутијих дела и његово највеће достигнуће у сатири“, према Мирском ) такође је забрањен и изашао је тек 1917. (у часопису Нива ). Процес објављивања његових дела, који је књижевнику одувек био тежак, у овој касној фази постао је, по његовим речима, „прилично неподношљив“.
Последњих година Љесков је боловао од ангине пекторис и астме. Постојале су и гласине, чија је тачност и утемељеност доведена у питање, да му је дијагностикован рак дојке код мушкараца. Почетком 1894. тешко се прехладио; до краја године његово опште стање се погоршало. Одговарајући на посебан захтев Павела Третјакова, Љесков (још увек веома болестан) пристао је да позира за слику Валентину Серову, али је у фебруару 1895. године, када је портрет био изложен у Третјаковској галерији, био потпуно узнемирен и портретом и црним оквиром.
Љесков је 5. марта 1895. умро у 64. години. Опело је одржано у тишини, у складу са пишчевом вољом из децембра 1892. године, уз забрану држања говора над његовим мртвим телом. „Знам да имам много лоших ствари у себи и не заслужујем да ме хвале или жале“, објаснио је он. Сахрањен је у некрополи Литераторские Мостки на гробљу Волково у Санкт Петербургу (део резервисан за писце). Због наводно тешке природе Љескова (описивали су га као деспотског, осветољубивог, раздражљивог и склоног дидактичности), последње године живота провео је сам. Његова биолошка ћерка Вера (из првог брака) живела је далеко и никада није долазила у посету; његов син Андреј је живео у престоници, али је избегавао оца.

## Брак и деца
Љесков се 6. априла 1853. оженио Олгом Васиљевном Смирновом (1831–1909), ћерком имућног кијевског трговца. Њихов син Дмитриј рођен је 23. децембра 1854, али је умро 1855. 8. марта 1856. родила им се ћерка Вера ЛЉескова. Удала се за Дмитрија Ногу 1879. и умрла 1918. године. Лесковљев брак је био несрећан; његова супруга је патила од тешких психичких тегоба и 1878. морала је да буде одведена у болницу Светог Николе у Санкт Петербургу. Умрла је 1909.
Године 1865. Екатерина Бубнова (рођена Савицкаја), коју је први пут срео у јулу 1864, постала је Љесковљева ванбрачна жена. Бубнова је из првог брака имала четворо деце; од којих је једну, Веру (случајно је имала исто име као Лесковљева ћерка из ранијег брака) Бубнова, Љесков званично усвојио, бринући се да његова пасторка добије добро образовање; започела је музичку каријеру. Године 1866. Бубнова им је родила сина Андреја (1866–1953). У августу 1878. Љесков и Бубнова су се развели, а са Андрејем се Николај уселио у кућу Семјонов на углу Коломенске улице и Кузњечног улице, у Санкт Петербургу. Бубнова је много патила што су јој одузели сина, о чему сведоче њена писма, објављена много година касније.
Новембра 1883. Варја Долина (ћерка Е. А. Кука) се придружила Љескову и његовом сину, прво као ученик и штићеник, да би убрзо постао још једна од Лесковљевих усвојених кћери.
Андреј Љесков је направио каријеру у војсци. Од 1919. до 1931. служио је као штабни официр на северозападној граници Совјетске армије и пензионисан је у чину генерал-потпуковника. У то време је постао ауторитет за наслеђе свог оца, хваљен од стране Максима Горког међу многима и редовно консултован од стране стручњака. Књига Андреја Љескова Живот Николаја Љескова, свеобухватна књига мемоара (која је имала своју драматичну причу: уништену у опсади Лењинграда 1942. бомбом, реконструисао ју је од нуле 80-годишњи писац након рата, и завршио 1948). Први пут је објавио Гослитиздат у Москви (1954); 1981. поново су књигу издали у два тома издавачи Приокског у Тули.

## Наслеђе
Данас се нашироко сматра класиком руске књижевности. Имао је изузетно тешку књижевну каријеру, поремећену скандалима који су резултирали бојкотима и остракизмом.
После објављеног чланка из 1862. о „великим пожарима“ и романа из 1864. Нема излаза, Љесков се нашао у потпуној изолацији која је 1870-их и 1880-их била само делимично смањена. Аполон Григоријев, једини критичар који га је ценио и одобравао његов рад, умро је 1864. године и, према Мирском, „своју последњу популарност Љесков је захвалио добром укусу оног сегмента читалачке публике који је био ван оквира „редитељских утицаја“. Седамдесетих година 18. века ствари су се побољшале, али, према Енциклопедијском речнику Брокхауса и Ефрона, „Љесковљев положај у последњих 12 до 15 година био је амбивалентан, стари пријатељи нису веровали у њега, а нови су још увек били опрезни. Упркос свом великом имену, он није био централна књижевна фигура и критичари су га игнорисали. То није спречило огроман успех Комплетног Љескова.“ Након објављивања 10. томова ових сабраних дела, критичар Михаил Протопопов осмислио је есеј под називом „Болесни таленат“. Оцењивао је Љескова као врхунског психолога и мајстора „репродуцирања домаћих сцена“, оценио га је једнаким Мелников-Печеском и Михаилу Авдејеву. Критичар је тврдио да је то што је Љескова спречило да напредује јесте „његова љубав према хиперболи” и оно што је назвао „прекомерацијом зачина”. У време своје смрти 1895. године, Љесков је, према Мирском, „имао мало пријатеља у књижевним круговима, али велики број читалаца широм Русије.
Године 1897. Издавачка кућа Адолф Маркс поново је издала серију од 12 томова његових дела из 1889–1893 а 1902–1903 објавила је верзију од 36 томова, проширену есејима, чланцима и писмима. Ово, уз мемоаре Анатолија Фаресова, Против жита (1904), изазвало је нови талас интересовања за Љесковљеву заоставштину. Године 1923. три тома изабраних дела Николаја Љескова изашла су у Берлину, са често цитираним заносним предговором Максима Горког (који је Љескова назвао „чаробњаком речи“), и поново су издати у СССР-у почетком 1941.
Деценијама после његове смрти однос критичара према Љескову и његовом наслеђу је варирао. Упркос чињеници да су неке од његових најоштријих сатира могле бити објављене тек после Револуције 1917. године, совјетска књижевна пропаганда није нашла мало користи од Љесковљевог наслеђа, често називајући аутора „реакционаром“ који је „негирао могућност социјалне револуције“, стављајући и много пажње на светачке религиозне типове. За истицање ауторових „прогресивних“ склоности увек су биране књиге „Левичари“ („величање руске инвентивности и талента“) и „Уметник тупеа“ („одбацивање репресивне природе царске Русије“). „Он је бриљантан писац, проницљив познавалац наших начина живота, а ипак му се не придаје довољно признања“, написао је Максим Горки 1928. године, жалећи због чињенице да после Револуције 1917. Љесков још увек није успевао да се учврсти у својој домовини као главни класик.
Неспособност нових књижевних идеолога да уравнотеже захтеве пропаганде са покушајима објективности доказана је у запису Совјетске књижевне енциклопедије из 1932. године, који каже: „У нашем времену када је тип романа који истиче проблеме добио на значају, отварајући нове хоризонте за социјализма и изградње, Љесковљева релевантност као писца, потпуно страна главним тенденцијама наше совјетске књижевности, природно јењава. Аутор „Левице“, ипак, задржава известан значај као хроничар свог друштвеног окружења и један од најбољих мајстора руске прозе.“ Ипак, до 1934. Дмитриј Шостакович је завршио своју оперу, Леди Магбет из округа Мценск, што је изазвало буру у земљи и иностранству (коју је на крају осудила Правда 1936. године). Пре тога, 1929. године, објављена је и успешно постављена опера Ивана Шишова по истоименој причи Лескова.
У СССР- у после Другог светског рата интересовање за Лесковљево наслеђе је било у сталном порасту, али никада није прелазило одређене границе постављене цензуром. Објављено је неколико научних есеја, а затим је 1954. објављена обимна биографија писчевог сина Андреја Лескова. Године 1953. у комплетној серији Горког представљен је његов есеј НС Љесков из 1923. који је постао предмет живахне академске дискусије. Комплетна дела Љескова, издања од 11 томова 1956–1958 (а затим 6 томова 1973–1974) била су очигледно непотпуна: један од његових политичких „ антинихилистичких “ романа На извученом бодежу је недостајао и укључивао је есеје и пажљиво селектована писма. Ипак, за педесет година ствари су се радикално промениле. Док су 1931. године, на 100. годишњицу Љескова, критичари писали о „скандалозној репутацији која је пратила Љесковљев књижевни живот од почетка до краја“, до 1981. Љесков је, према критичару Лаву Анинском, сматран првим руским класиком и академским есејима. на њему су нашли своје место у новом курсу Московског универзитета између оних о Достојевском и Лаву Толстоју. Године 1989. Огоњок је поново сабрана дела Љескова у 12 томова у којој се први пут појавио Код извучених бодежа у СССР-у.
Издавачка кућа Терра у Русији је 1996. године покренула серију књига Љескова у 30 томова, изјављујући намеру да укључи свако појединачно дело или писмо аутора, али је до 2007. изашло само 10 томова. Издавачи Литературное наследство покренули су серију Необјављених дела Љескова: књига прва (белетристика) изашла је 1991, књига друга (писма и чланци) – 2000; оба дела су била некомплетна, а материјал шестог тома, који је био забрањен пре једног века и показао се као претешки за цензоре, поново је занемарен. Свих 36 томова књиге „Марс Цомплете Љесков “ из 1902. поново је издато 2002. године, а Мошкова онлајн библиотека је сакупила значајан део Лесковљеве заоставштине, укључујући његове најконтроверзније романе и есеје.

## Друштвени и верски став
У ретроспективи, већина Љесковљеве заоставштине могла би се посматрати као део разночинске књижевности 19. века која се ослањала на „скицу из стварног живота“ као темељни жанр. Док су Глеб Успенски, Василиј Слепцов и Фјодор Решетњиков проповедали „хитну потребу да се проучава стварни живот обичних људи“, Љесков је био заједљив у свом презиру: „Никад нисам могао да разумем ову популарну идеју међу нашим публицистима о „проучавању“ живот обичних људи, јер сам осећао да би било природније да писац „живи“ овакав живот, него да га „проучава““, приметио је он. Са својим темељним познавањем руских провинција, компетентношћу у свакој нијанси индустријске, пољопривредне и верске сфере руског друштва, укључујући и нејасне регионалне, секташке или етничке нијансе, Љесков је своје колеге на радикалној левици сматрао кабинетским теоретичарима, потпуно без корена у својим „проучавањима“. Љесков није био равнодушан према друштвеној неправди, наводи Бухстаб. „Само је на друштвене проблеме гледао као на строгог практичара коме је само лично искуство било вредно поверења, док ниједна теорија заснована на филозофским доктринама није држала воду. За разлику од социјалдемократа, ЉЛесков нити је веровао у могућност аграрне револуције у Русији, нити је желео да се она деси, видећи образовање и просвећеност, често религиозне природе, као факторе друштвеног побољшања“.
Са друге стране, имао је врло мало заједничког са руским књижевним аристократама. Према речима Д. С. Мирског, Љесков је био „један од оних руских писаца чије знање о животу није било засновано на раду и поседима кметова, да би касније било модификовано универзитетским теоријама француског или немачког порекла, попут Тургењевљеве и Толстојеве, већ на практичном и независном искуству. Зато је његово виђење руског живота тако неконвенционално и тако ослобођено оног става снисходљивог и сентименталног сажаљења према сељаку који је типичан за либералног и образованог кметова власника. Мирски је изразио чуђење како је Љесков, после његовог првог романа Нема излаза, могао бити озбиљно сматран 'подлим и клеветничким реакционаром', док су у стварности (према критичару) „главни социјалистички ликови у књизи били представљени не тако далеко од светаца“.
Неки савремени научници тврде да, супротно ономе што су говорили његови савремени клеветници, Љесков није имао „реакционарни“ или чак „конзервативни“ сензибилитет и да је његов поглед у основи био демократског просветитеља, који је полагао велике наде на друштвену реформу из 1861. године и постао дубоко разочаран. Посткметски анахронизми који су прожимали руски живот у сваком погледу, постали су једна од његових основних тема. За разлику од Достојевског, који је видео највећу опасност у развоју капитализма у Русији, Љесков је сматрао да је „непокретност руских ’старих путева’ главна одговорност“. Његов став према „револуционарима“ никада није био сасвим негативан, само што их је видео као потпуно неспремне за мисију коју су покушавали да преузму на себе, та трагична нескладност је била главни мотив многих његових најпознатијих дела; (Мошусни бик, Мистериозни човек, Прошли, Извучени бодежи).
Године 1891, након што је објављен чланак Михаила Протопопова „Болесни таленат“, Љесков је одговорио писмом захвалности, истичући: „Боље сте ме проценили од оних који су о мени писали у прошлости. Ипак, треба узети у обзир и историјски контекст. Класне предрасуде и лажна побожност, верски стереотипи, националистичка ускогрудост, шта значи да треба бранити државу њеном славом... Одрастао сам усред свега овога, и понекад ми се све то гнушало... ипак нисам могао да видим  [водичу правог хришћанства] светлост“.
Попут Толстоја и Достојевског, Љесков је у Јеванђељу видео морални кодекс човечанства, путоказ његовог развоја и идеолошку основу за сваки напредак. Његова „света“ галерија ликова пропагирала је исту идеју „умножавања онога што је добро по целој земљи“. Са друге стране, аутор је често користио религиозне заплете да би истакао савремене проблеме, често на најфриволнији начин. Неке од његових прича, на први поглед хришћанске, биле су, према Видуетској, „паганске по духу, посебно поред сличним аскетским прозама Толстоја“. Заинтригиран расколским покретом његовом историјом и актуелним трендовима, Љесков се никада није сложио са својим колегама (међу њима и Афанасијем Шчаповом) који су расколске заједнице видели као потенцијално револуционарну снагу.
У својим последњим годинама Љесков је био под утицајем Лава Толстоја, развијајући концепт „новог хришћанства“ који је сам идентификовао са овим последњим. „Ја сам у потпуној хармонији са њим и не постоји ниједна особа на целом свету која ми је дража. Никада ме не сметају ствари које не делим са њим; оно што ја ценим је опште стање његове душе, такорећи, и страшна проницљивост његовог ума“, написао је Љесков у другом писму Владимиру Черткову.
Његово хришћанство је, као и Толстојево, било „антиклерикално, неденоминационо и чисто етичко”. Али ту су, тврди критичар, сличности престајале. „Доминантна етичка нота је другачија. То није култ моралне чистоте и разума, већ понизности и милосрђа. „Духовни понос“, самосвесна праведност је за Љескова највећи злочин. Активно милосрђе је за њега главна врлина, и он придаје врло мало вредности моралној чистоти, а још мање физичкој чистоти... Осећај греха као неопходног тла за светост и осуда самоправедне гордости као греха против Светога Духа интимно је сродан моралном осећају руског народа и источне цркве, и веома се разликује од Толстојевог гордог Протестантске и луциферијанске идеје савршенства“, написао је Мирски.

## Стил и форма
Недуго пре своје смрти, Љесков је наводно рекао: „Сада ме читају само због замршености мојих прича, али ће за педесет година лепота свега тога избледети и само идеје које моје књиге садрже задржаће вредност“. То је, према Мирском, била изузетно лоше процена. „Сада се више него икада Љесков чита и хвали због његовог непоновљивог облика, стила и начина говора“, писао је критичар 1926. Многи критичари и колеге Љескова писали су о његовом иновативном стилу и експериментима у форми. Антон Чехов је њега и Тургењева именовао као своја два „тутора књижевности“.
Према Бухштабу, управо је Љесков чија дела Чехов користио као предложак за савладавање технике грађења кратких прича, дивећи се њиховој густини и концентрацији, али и ауторовој способности да натера читаоца да подели своје ставове без наметања, користећи суптилну иронију. као инструмент. Занимљиво је да је Љесков био први од великих руских аутора који је приметио Чеховљев деби и предвидео његов будући успон. Лав Толстој (и даље изражавајући резерве према „преобиљу боја“) назвао је Љескова „писцем за будућност“.
Максим Горки је био још један велики поштовалац Љесковљеве прозе, видећи га као једну од ретких личности у руској књижевности 19. века која је имала и сопствене идеје и храброст да их изговоре наглас. Горки је Љескова повезао са елитом руских књижевних мислилаца (Достојевски, Писемски, Гончаров и Тургењев) који су „формирали мање или више чврсте и јасне погледе на историју Русије и развили сопствени начин рада у оквиру њене културе“. Критичари 20. века приписали су Љескову заслуге за иноватора који је користио уметност писања на потпуно нов и другачији начин, повећавајући функционални обим фразирања, чинећи га прецизним инструментом за цртање нијанси људског карактера. Према Горком, за разлику од Толстоја, Гогоља, Тургењева или Гончарова који су стварали „портрете постављене у пејзаже“, Љесков је „једноставно причао своје приче“, будући да је прави мајстор „ткања нервозне тканине живог руског заједничког говора" и „у овој уметности му није било равних." Горки је Љескова видео као правог уметника чије је место „поред мајстора попут Толстоја, Гогоља, Тургењева и Гончарова сасвим заслужено“. Био је веома заинтригиран начином на који је Љесков успео да себи обезбеди потпуну независност у заједници у којој се тако нешто није чинило могућим („он није био ни народњак ни словенофил, ни западњак, ни либерал или конзервативац“) и, истовремено, развио је„дубоки увид у живот постојећих класа и друштвених група у Русији... нешто што нико од његових већих савременика попут Толстоја или Тургењева никада није могао да уради“. „... Љесков је био тај који је темељно сецирао Русију“, рекао је Горки (преко свог лика Клима Самгина), касније објашњавајући: „Љесков је био... једини руски писац који је успео да одвоји читаву генерацију својих сународника у нови сет подкласа, од којих свака припада другој епохи.“ Горки је споменуо Љескова међу ауторима који су му помогли да формира сопствени стил и поглед. Делимично сам под Љесковљевим утицајем одлучио да изађем и видим како живе прави људи“, написао је он. Љесков је неизмерно утицао на мене, својим познавањем руског језика и богатством језика“, приметио је Горки у другом писму.
Љесков је непрестано експериментисао са формама, а најповољнија му је била „хроника” коју је видео као здраву алтернативу православном роману. „Ствари пролазе поред нас и нећу умањити или појачати њихов значај; неће ме на то терати неприродан, човеков формат романа који захтева заокруживање фабула и заплета а заједно. Живот није такав. Људски живот тече на свој начин и тако ћу се односити према низу догађаја у својим делима“, написао је једном приликом. Биограф Енциклопедијског речника Брокхаус и Ефрон Семјон Венгеров пронашао је у Љескову црте заједничке Александру Островском, Алексеју Писемском и Фјодору Достојевском. „Али најзапањујућа особина у њему је оно што је Тургењев назвао његовом „инвентивношћу“. Неке од Лесковљевих прича од 5–6 страница препуне су заплета које су могле да попуне свеске. Ово посебно важи за The Enchanted Wanderer где сваки нови заплет доноси још једну фасцинантну сцену. Осим његових великих антинихилистичких романа (Нема излаза, Извучени бодежи ), мање успешних у уметничком смислу, Љесковљева проза је изузетно сажета и потпуно лишена пунила и баласта“, додао је Венгеров.
Главни проблем који су савремени критичари имали са његовом прозом било је оно што су они сматрали „преобиљем боја“; гротескну експресивност језика којим се служио. Овај став су делиле и неке његове колеге. Лав Толстој који је Љескова оценио веома високо и даље је сматрао да је одлазио „превише“ у својим лингвистичким експериментима. У писму од 3. децембра 1890. године, пишући приповетку „Час Божије воље“, приметио је: „Ова бајка је одлична, али би била много боља да није било овог преобиља талента“. Љесков је био непокајан. „Да пишем на једноставан начин као што то ради Лав Николајевич, не могу. Такав дар није мој... узмите ме таквог какав јесам, јер сам се навикао да гланцам своје ствари и једноставно не могу да радим на други начин“, писао је Черткову у једном од својих писама из 1888. године. „Моји свештеници причају као свештеници, а моји мушкарци говоре као што мушкарци говоре у стварном животу... овај народни, вулгаран и замршен језик није мој изум, слушао сам годинама како Руси причају... и могу рећи да у мојим књигама говоре као у стварном животу, а не на књижевни начин“, инсистирао је касније, разговарајући са биографом Анатолијем Фаресовим.
Савремени критичари су Љескова често одбацивали као пуког „сакупљача анегдота“. Годинама касније научници су пронашли јединственост у његовим прозним деловима углавном у томе што је скоро у потпуности била заснована на анегдотама; бизарним или апсурдним догађајима из стварног живота. Неке од његових збирки, попут Белешке једног странца (1884) и Ситнице из живота архиепископа (1878–79) „биле су ништа друго до збирке анегдота, чињеница која их је учинила не мање моћним, изражајним прозним комадима“, критичар Е. Видуетскаиа је тврдила. Љесков, који је волео да своје приче и цртице обједињује у циклусима (Глас природе (1883), Уједињени (1884), Александрит (1885), серија божићних прича (1881–1885) итд.) стварајући свеобухватну слику савременог руског друштва користећи углавном кратке књижевне форме.
Опчињен начином живота, обичајима и навикама различитих, често опскурних, етничких и друштвених група у Русији, али (за разлику од Чехова и Писемског које су занимале друштвене тенденције) фокусирајући се на његове бизарне и чудне елементе, Љесков је био потпомогнут јединственим језичким памћењем којим је био обдарен. Дубока анализа Русије кроз њен језик била је за њега главни циљ. „Аутор развија сопствени глас учећи како да гласове својих ликова учини својим“, приметио је он, додајући: „Човек најбоље показује свој карактер у најмањим стварима“.
„Више волим да градим причу на стварној чињеници, а не на фикцији“, једном је приметио. Ово је више имало везе са његовим оригиналним концептом књижевности као гране историје, другим речима, која је суштински документарна уметничка форма. Он је историји придавао велики друштвени значај, видећи је као главни фактор здравог друштвеног развоја. Већина Љесковљевих ликова имала је прототипове из стварног живота, док су неки носили имена стварних личности („Кадетски манастир“, „Човек на стражи“, „Владикин суд“, „Беспарични инжењери“). „Истина се заиста може учинити узбудљивијом од фикције, а ви сте сигурно мајстор ове уметности“, написао је Лав Толстој Љескову у писму. „Руски народ признаје Љескова као најруског од свих руских писаца; човека који је познавао руски народ боље и дубље од било кога другог“, тврди Мирски.
Објашњавајући зашто Љесков још није ступио у контакт са читаоцима који говоре енглески, упркос дивљењу неких енглеских критичара, попут Мориса Беринга, Мирски је 1926. написао: „Англосаксонска јавност је одлучила шта желе од руског писца, а Љесков се не уклапа у ту идеју. Али они који заиста желе да сазнају више о Русима пре или касније признају да Русија није сва садржана у Достојевском и Чехову, и да ако желите било шта да знате, прво морате бити ослобођени предрасуда и на опрезу од исхитрених генерализација.

## Дела

### Издања на српском
- На крају света, 2002.[62]
- Запечаћени поп, 2009.[63]
- Паун, 2015.[64]
- Некрштени поп, 2014.[65]
- Најлепшке руске приче, 2016.[66]
- Звер и друге приче, 2018.[67]
- Гвоздена воља[68]
- Зачарани путник[69]
- Гора[70]
- Три приче[71]
- Црквењаци[72]
- "Леди Магбет Мценског округа", издавач "Култура", Београд, 1961. год.

### Издања на руском
Романи
- Некуда (1864)
- Обойдённые (1865)
- На ножах ([1870)
- Соборяне (1872)
- Захудалый род (1874)
- Чёртовы куклы (1890)

Новеле
- Житие одной бабы ([1863)
- Леди Макбет Мценского уезда ([1864)
- Воительница ([1866)
- Островитяне (1866)
- Старые годы в селе Плодомасове (1869)
- Смех и горе ([1871)
- Запечатленный ангел ([1872)
- Очарованный странник (1873)
- На краю света (1875)
- Некрещёный поп ([1877)
- Левша (1881)
- Печерские антики (1882)
- Гора (1888)
- Оскорблённая Нетэта ([1890)
- Полунощники (1891)

Приче
- Овцебык (1862)
- Павлин (1874)
- Владычный суд (1876)
- Железная воля ([1876)
- Праведники (1876)
- Бесстыдник (1877)
- Однодум (1879)
- Шерамур (1879)
- Чертогон (1879)
- Белый орёл (1880)
- Епархиальный суд (1880)
- Кадетский монастырь (1880)
- Несмертельный Голован (1880)
- Русский демократ в Польше (1880)
- Привидение в инженерном замке (1882)
- Тупейный художник (1883)
- Заметки неизвестного (1884)
- Святочные рассказы
- Рассказы кстати (1884—1888)
- Пугало (1885)
- Человек на часах (1887)
- Грабёж (1887)
- Скоморох Памфалон (1887)
- Лев старца Герасима (1888)
- Легенды о совестном Даниле (1888)
- Час воли Божией (Сказка) (1890)
- Пустоплясы (1892)
- Юдоль (1892)
- Административная грация ([1893)
- Заячий ремиз ([1894)

Комади
- Расточитель (1867)

### Издања на енглеском
- 'The Sealed Angel,' in Russian Sketches, Chiefly of Peasant Life, превод Beatrix L. Tollemache, Smith, Elder, 1913.
- The Steel Flea, превод Isabel F. Hapgood, privately printed for the Company of Gentlemen Adventurers at the Merrymount Press, 1916.
- The Sentry and Other Stories, превод A. E. Chamot (John Lane, 1922; Hyperion Press. 1977.  0-88355-501-8.)
- The Enchanted Wanderer, превод A. G. Paschkoff, Robert M. McBride & Company, 1924.
- The Cathedral Folk, превод Isabel F. Hapgood (John Lane, 1924; Hyperion Press. 1977.  0-88355-488-7.)
- The Steel Flea, превод Babette Deutsch and Avrahm Yarmolinsky, Harper & Row, 1943.
- The Musk-Ox and Other Tales, превод R. Norman (Routledge, 1944; Hyperion Press. 1977.  0-88355-499-2.)
- The Enchanted Pilgrim and Other Stories, превод David Magarshack, Hutchinson, 1946.
- The Amazon and Other Stories, превод David Magarshack (George Allen & Unwin, 1949; Hyperion Press. 1976.  0-88355-495-X.)
- The Enchanted Wanderer and Other Stories, превод George H. Hanna (Raduga, 1958; University Press of the Pacific. 2001.  0-89875-195-0.)
- Selected Tales, превод David Magarshack (Noonday Press. 1961.  0-374-50208-0.; Modern Library Classics. 2003.  0-8129-6696-1.)
- The Wild Beast, превод Guy Daniels, Funk & Wagnalls, 1968.
- Satirical Stories of Nikolai Leskov, превод William B. Edgerton and Hugh McLean, Pegasus. 1969.  0-672-63589-5.
- The Sealed Angel and Other Stories, превод K. A. Lantz, University of Tennessee Press. 1984.  0-87049-411-2.
- Lady Macbeth of Mtsensk and Other Stories, превод David McDuff, Penguin Classics. 1988.  0-14-044491-2.
- On the Edge of the World, превод Michael Prokurat, St. Vladimir's Seminary Press. 1993.  0-88141-118-3.
- Lady Macbeth of Mtsensk, превод Robert Chandler, Hesperus Classics. 2003.  1-84391-068-3.
- The Cathedral Clergy: A Chronicle, превод Margaret Winchell, Slavica Publishers. 2010.  0-89357-373-6.
- The Enchanted Wanderer, превод Ian Dreiblatt, Melville House Publishers. 2012.  1-61219-103-7.
- The Enchanted Wanderer and Other Stories, превод Richard Pevear and Larissa Volokhonsky, Alfred A. Knopf. 2013.  0-30726-882-9.
- Lady Macbeth of Mtsensk: Selected Stories of Nikolai Leskov, превод Donald Rayfield, Robert Chandler and William Edgerton, New York Review Books, 2020.